# Krullscher Hauptidealsatz
Der Krullsche Hauptidealsatz ist ein zentraler Satz der Dimensionstheorie von noetherschen Ringen in der kommutativen Algebra, der nach Wolfgang Krull benannt ist und von ihm 1928 veröffentlicht wurde.

## Formulierung
Sei {\displaystyle R} ein noetherscher Ring, {\displaystyle x\in R\setminus R^{\ast }} eine Nichteinheit und {\displaystyle {\mathfrak {p}}} minimal unter den Primidealen, die das Hauptideal {\displaystyle Rx} enthalten.
Dann ist die Höhe des Primideals {\displaystyle {\mathfrak {p}}} höchstens {\displaystyle 1}.

## Verallgemeinerung auf beliebige Ideale
Die Aussage des Krullschen Hauptidealsatzes lässt sich von Hauptidealen auf beliebige Ideale verallgemeinern. Sie wird dann auch als Krullscher Höhensatz bezeichnet.
Sei {\displaystyle R} ein noetherscher Ring, {\displaystyle I\subsetneq R} ein echtes Ideal, welches von {\displaystyle m} Elementen erzeugt wird und {\displaystyle {\mathfrak {p}}} minimal unter den Primidealen, die das Ideal {\displaystyle I} enthalten. Dann ist die Höhe des Primideals {\displaystyle {\mathfrak {p}}} höchstens {\displaystyle m}.

## Bedeutung für die algebraische Geometrie
Da man die Dimension einer affinen algebraischen Varietät als Krulldimension des zugehörigen Koordinatenrings erhält, liefert der Krullsche Hauptidealsatz direkt Abschätzungen über Dimensionen bestimmter Varietäten. Man erhält so etwa die folgende Aussage:
Sind {\displaystyle V,W\subseteq \mathbb {P} ^{n}(K)} irreduzible projektive Varietäten im {\displaystyle n}-dimensionalen projektiven Raum über dem Körper {\displaystyle K}. Dann erhält man für eine irreduzible Komponente {\displaystyle Z\subseteq V\cap W} die Abschätzung
{\displaystyle \dim(Z)\geq \dim(V)+\dim(W)-n}.